# VfL Seesen

Vereinslogo

Der VfL Seesen war ein Sportverein aus Seesen im niedersächsischen Landkreis Goslar. Die erste Fußballmannschaft spielte sieben Jahre in der höchsten niedersächsischen Amateurliga. 

## Geschichte
Der VfL Seesen ging auf dem im Jahre 1911 gegründeten FC Seesen zurück, der in den 1920er Jahren drei Mal am Aufstieg in die höchste Spielklasse scheiterte. Im Jahre 1938 wurde der FC mit dem Verein Spiel und Sport Seesen zwangsweise zum VfL Seesen vereint. Zehn Jahre später gelang der Aufstieg in die Landesliga Braunschweig, wo die Qualifikation für die neu geschaffene, zweitklassige Amateuroberliga Niedersachsen verpasst wurde. Nach der Meisterschaft in der Amateurliga 5 setzte sich der VfL in der anschließenden Aufstiegsrunde durch und schaffte den Aufstieg. Nach einem elften Platz in der Saison 1950/51 folgte ein Jahr später der Abstieg in die Amateurliga, dem ein weiterer Abstieg in die Bezirksliga folgte. Erst 1962 kehrte der Verein in die Amateurliga zurück, verpasste zwei Jahre später die Qualifikation für die neue Verbandsliga Ost. Diese wurde in den Jahren zwischen 1974 und 1977 sowie in der Saison 1978/79 unter Trainer Horst Wolter erreicht. Im Jahre 1981 gelang schließlich der Aufstieg in die Verbandsliga Niedersachsen. Dort erreichte der VfL 1983 mit Platz sechs die beste Platzierung. Finanzielle Probleme und interne Turbulenzen führten 1985 zum Abstieg aus der Verbandsliga, dem ein Jahr später der Abstieg aus der Landesliga Ost folgte. Im Jahre 1997 zog der Vorstand die Mannschaft in die Kreisklasse zurück. 

## Nachfolgevereine
Zwei Jahre später fusionierte der VfL mit dem SV Engelahe/Bilderlahe zum SV Eintracht Seesen. Im Jahre 2003 folgte eine weitere Fusion mit VfV Seesen und dem 1. FC Azzurri Seesen zum SV Union Seesen. Im Jahre 2016 ging dieser Verein nach einer Verschmelzung im MTV Seesen auf, dessen Fußballabteilung zum 1. Juli 2019 als FC Seesen eingeständig wurde.